# Gediminas Vagnorius
Gediminas Vagnorius (* 10. Juni 1957 in Vilkaičiai, Rajongemeinde Plungė) ist ein litauischer Politiker und ehemaliger Premierminister Litauens in den Jahren 1991 und 1992 sowie von 1996 bis 1999.

## Leben
Nach dem Abitur 1975 an der 4. Mittelschule Telšiai absolvierte Vagnorius 1980 ein Diplomstudium an der Fakultät für Bauwirtschaft am Inžinerinis statybos institutas in Vilnius und wurde Ingenieur. 1987 promovierte er am Wirtschaftsinstitut der Lietuvos mokslų akademija über Wirtschaftsentscheidungen zum Thema „Techniken der Ausgleichung von wirtschaftlichen Entscheidungsprozessen“. Von 1988 bis 1990 arbeitete er als wissenschaftlicher Mitarbeiter. 
Von 1990 bis 2004 war er Abgeordneter im Seimas. 
In der Öffentlichkeit und in der Politik war er insbesondere durch Reformen nach der Unabhängigkeitserklärung bekannt, so etwa durch die Einführung der zeitweiligen Nationalwährung Talonas (auch vagnorkos und vagnorėliai) genannt.

## Quelle
1. ↑  http://www.mokslas.mii.lt/mokslas/SRITYS/duom00.php?pav=V&sritis=S

| Vorgänger                                        | Amt                                          | Nachfolger                          |
| ------------------------------------------------ | -------------------------------------------- | ----------------------------------- |
| Albertas Šimėnas Laurynas Mindaugas Stankevičius | Premierminister Litauens 1991–1992 1996–1999 | Aleksandras Abišala Rolandas Paksas |

| Personendaten    | Personendaten                                                        |
| ---------------- | -------------------------------------------------------------------- |
| NAME             | Vagnorius, Gediminas                                                 |
| KURZBESCHREIBUNG | litauischer Politiker und Premierminister (1991, 1992 und 1996–1999) |
| GEBURTSDATUM     | 10. Juni 1957                                                        |
| GEBURTSORT       | Vilkaičiai, Kreis Plungė                                             |